# Metallus lanceolatus
Metallus lanceolatus – gatunek błonkówki  z rodziny pilarzowatych i podrodziny Blennocampinae.

## Taksonomia
Gatunek ten po raz pierwszy opisał w 1870 roku Carl Gustaf Thomson pod nazwą Blennocampa lanceolata.

## Zasięg występowania
W Europie gatunek podawany z Austrii, Belgii, Bułgarii, Czech, Estonii, Finlandii, Francji, Łotwy, Niemiec, Polski, Rosji, Rumunii, Słowacji, Szwecji, Ukrainy Węgier i Wielkiej Brytanii. Notowany również w Ameryce Północnej.

## Budowa ciała
Owady dorosłe osiągają 3,5–4,5 mm długości ciała. Ubarwienie ciała mają w większości czarne. Czułki cechuje wyraźne pogrubienie, a ósmy ich człon u samicy jest tylko dwukrotnie dłuższy niż szeroki. Głowa pozbawiona jest listewek zapoliczkowych. Odwłok ma brązowawy wierzch, a tylne odnóża są prawie całkiem białe.
Gąsienice ubarwione są białawo z bladozielonkawym odcieniem. Głowa oraz przednie i tyle fragmenty tułowia ciemniejsze.

## Biologia i ekologia
Larwy są oligofagicznymi foliofagami, minującymi liście roślin z rodzaju kuklik. Stwierdzono ich żerowanie na takich gatunkach jak Genum album, kuklik sztywny, Genum borisii, kuklik bułgarski, kuklik szkarłatny, Genum heldreichii, Genum hispidum, kuklik wielkolistny, kuklik chilijski, kuklik pirenejski, kuklik rozesłany, Genum rhodopeum, kuklik zwisły, Genus strictum, Genum tirolense, kuklik trójkwiatowy i kuklik pospolity. 
Zdarza się, że na jednym liściu żeruje kilka larw. Każda z nich tworzy osobną minę na wierzchniej stronie w pełni rozwiniętego liścia. Larwy tego gatunku, w przeciwieństwie do wielu innych minujących owadów, nie pozostawiają odchodów w minowanym liściu, lecz usuwają je na zewnątrz. Owady dorosłe pierwszego pokolenia spotyka się w maju i czerwcu, a drugiego w lipcu i sierpniu, zaś gąsienice w czerwcu i lipcu oraz w sierpniu i wrześniu (czasem też w październiku). Przepoczwarczenie następuje w ziemi.

## Znaczenie dla człowieka
Gatunek ten uważany jest za szkodnika w zieleni ozdobnej. Minowanie obniża atrakcyjność wyglądu roślin i w przypadku intensywnego żerowania może powodować ich  silne osłabienie.